# Regnévelle
Regnévelle é uma comuna francesa na região administrativa do Grande Leste, no departamento de Vosges. Estende-se por uma área de 8.62 km². Em 2010 a comuna tinha 126 habitantes (densidade: 14,6 hab./km²).